# Принц зі знімку
«Принц зі знімку» (нім. Traumprinz in Farbe) — німецька романтична комедія 2003 року.

## Сюжет
Клара Арнольд, молода вродлива жінка, репортер місцевої газети, страждає від самотності, але не готова зійтися з першим ліпшим, таким як, наприклад, Леонард, її наполегливий та вигадливий залицяльник.
До рук Клари через помилку працівниці фотоательє потрапляють фотознімки іншого клієнта, на яких є зображення молодого усміхненого чоловіка, до якого Клара відчуває моментальну симпатію. Дізнатися, чи це її доля, чи просто самообман, можливо лише одним способом — знайти цього чоловіка та познайомитися з ним, нехай навіть для цього доведеться робити дурниці.

## У ролях
| Актор              | Роль           |
| ------------------ | -------------- |
| Софі Шютт          | Клара Арнольд  |
| Сандра Боргманн    | Майке Арнольд  |
| Кай Іво Баулітц    | Том Арнольд    |
| Катрін Шпільфогель | Маріта Арнольд |
| Катя Войвуд        | Ніна Янсен     |
| Рене Штайнке       | Бен Івалді     |

| Актор           | Роль                  |
| --------------- | --------------------- |
| Андреас Пічман  | Леонард Бальц         |
| Крістель Пітерс | Розмарі Мертен        |
| Саскія Фішер    | Лена                  |
| Єва Лебау       | працівниця фотоательє |
| Даніела Пройсс  | Стеффі                |
| Гвідо А. Шик    | Дірк                  |